# Harvey Stephens
Harvey Stephens, född 21 augusti 1901 i Los Angeles, Kalifornien, död 22 december 1986 i Laguna Hills, Kalifornien, var en amerikansk skådespelare. Stephens filmdebuterade 1931. Under 1950-talet och 1960-talet anlitades han flitigt som skådespelare i amerikanska TV-serier.

## Filmografi, urval
- 1931 – Ett äventyr i natten
- 1934 – Ett farligt möte
- 1935 – Med berått mod
- 1935 – Skandalen för dagen
- 1935 – En äventyrerska
- 1937 – De möttes i Panama
- 1938 – Texas i brand
- 1939 – De tappras legion
- 1941 – Sergeant York
- 1941 – Det ska vi bli två om!
- 1942 – Charmören Andy Hardy
- 1942 – Som jag behagar
- 1944 – Kvinnan i mörkret
- 1955 – Flickan i sammetsgungan
- 1958 – De unga lejonen (ej krediterad)
- 1959 – Fladdermusen
- 1959 – I sista minuten (ej krediterad)

## Teater

### Roller
| År   | Roll                           | Produktion                                                           | Regi         | Teater                          |
| ---- | ------------------------------ | -------------------------------------------------------------------- | ------------ | ------------------------------- |
| 1949 | Cmdr. William Harbison, U.S.N. | South Pacific Richard Rodgers, Oscar Hammerstein II och Joshua Logan | Joshua Logan | Majestic Theatre, New York, USA |